# Microgerência
Em gestão de negócios, microgerência é o estilo de gestão em que o gerente observa ou controla de perto o trabalho de seus subordinados ou funcionários. A microgerência geralmente possui uma conotação negativa.

## Definição
O Merriam-Webster's Online Dictionary define microgerência (micromanagement) como "gestão com controle ou atenção excessivos nos detalhes".
O site Reference.com define microgerência como "gestão ou controle com excessiva atenção aos menores detalhes".
O dicionário online Encarta define microgerência como "atenção a pequenos detalhes na gestão: controle de uma pessoa ou situação prestando extrema atenção a pequenos detalhes".
A noção de microgerência pode ser estendida a qualquer contexto social em que uma pessoa adota uma abordagem agressiva ao nível de controle e influência sobre os membros de grupo. Frequentemente, esta obsessão com os menores detalhes causa uma falha de gestão direta na habilidade de focar nas questões maiores.

## Sintomas
Em vez de dar instruções gerais sobre pequenas tarefas e então dedicar seu tempo supervisionando grandes questões, o microgerente monitora e avalia cada etapa de um processo de negócio e evita a delegação de decisões.  Os microgerentes geralmente ficam irritados quando um subordinado toma decisões sem consultá-los, mesmo se as decisões estão totalmente dentro do nível de autoridade do subordinado.
A microgerência também envolve frequentemente pedidos de relatórios desnecessários e super detalhados ("reportomania").  Um microgerente tende a requerer constantes e detalhadas avaliações de performance e a ser excessivamente focado em trivialidades procedimentais (muitas vezes, em mais detalhes do que ele realmente consegue processar) e não na performance, qualidade e resultados gerais. Este foco no trivial de "baixo nível" geralmente atrasa decisões, mascara objetivos e metas gerais, restringe o fluxo de informação entre funcionários e guia os variados aspectos de um projeto em direções diferentes às vezes opostas. Muitos microgerentes aceitam tais ineficiências porque consideram o resultado de um projeto menos importante que sua retenção de controle ou da aparência de controle.
É comum aos microgerentes, especialmente àqueles que exibem tendências narcisistas e/ou mirogerencia deliberadamente e por razões estratégicas, delegarem trabalho aos subordinados e então microgerenciar suas performances, permitindo aos microgerentes em questão a receber os créditos pelos resultados positivos ou a responsabilizar os subordinados pelos resultados negativos.  Estes microgerentes, assim, delegam a responsabilidade pelo fracasso mas não a autoridade para tomar ações alternativas que levariam ao sucesso ou, pelo menos, à mitigação do fracasso.
Os casos mais extremos de microgerência constituem patologias de gestão intimamente relacionadas a, por exemplo, assédio moral e comportamento narcisista. Microgerência se assemelha a dependência em que, embora a maioria dos microgerentes são comportamentalmente dependentes de controle sobre os outros, tanto como um estilo de vida quanto como um meio de manter esse estilo de vida, muitos deles não conseguem reconhecer sua dependência mesmo quando todos à volta observam-na.  Alguns casos severos de microgerência surgem de outras condições subjacentes de saúde mental tais como transtorno de personalidade obsessivo-compulsiva, embora nem todas as alegações de tais condições pelos subordinados e outros "psicólogos de poltrona" são precisos.
Apesar de a microgerência ser, muitas vezes, facilmente reconhecida pelos empregados, os microgerentes raramente se veem como tal. Numa forma de negação similar àquela encontrada em comportamento viciante, os microgerentes refutarão alegações de microgerência oferecendo uma caracterização competente de seus estilos de gestão como, por exemplo, "estruturado", "organizado", ou "perfeccionista".

## Comparada com má gestão
A microgerência pode ser distinguida da mera tendência de um gestor desempenhar funções atribuídas a um funcionário.Quando um gestor pode desempenhar um trabalho de um funcionário melhor do que o próprio funcionário, o resultado é meramente gestão de má qualidade: embora a empresa sofra renúncia de oportunidades porque o gestor seria ainda melhor fazendo seu próprio trabalho (veja Vantagem comparativa), o trabalho do funcionário ainda está sendo bem feito.  Na microgerência, o gerente não apenas dita a um subordinado o que fazer, mas também que seja feito de uma determinada maneira, independentemente do fato de que se esta é ou não a maneira mais efetiva ou eficiente.

## Causas
As motivações mais frequentes para a microgerência, tais como o detalhismo, insegurança emocional e dúvidas a respeito da competência dos funcionários, são internas e relacionadas à personalidade do gerente. Como as relações gerente-funcionário incluem uma diferença de poder e, muitas vezes, de idade, psicólogos do ambiente de trabalho têm usado modelos baseados na teoria da transferência para desenhar analogias entre relações de microgerência e relações pai-filho disfuncionais, por exemplo, já que ambas, muitas vezes apresentam a frequente imposição de duplo vínculo e/ou uma tendência pela figura de autoridade a exibir hipercriticalismo.  Contudo, fatores externos, como cultura organizacional, pressão severa ou incrementada sobre o tempo ou performance, e instabilidade da posição gerencial (seja especificamente da posição de um gerente ou da empresa como um todo) podem também desempenhar um papel.
Em muitos casos de microgerência, os gerentes selecionam e implementam processos e procedimentos não por razões de comerciais, mas sim para permitirem se sentir úteis e valiosos e/ou criar a aparência de ser assim. Uma causa frequente de tais padrões de microgerência é uma percepção ou medo de que ele não possui a competência e criatividade necessárias para a sua posição na ampla estrutura corporativa. Como reação a este medo, o gerente cria um "feudo" dentro do qual seleciona padrões de performance não baseados na sua relevância para a corporação, mas sim com base na habilidade de sua própria divisão de satisfazê-los.
Tais motivações para microgerência muitas vezes se intensificam, tanto ao nível do indíviduo-gerente quanto da organização geral, durante épocas de dificuldades econômicas. Em alguns casos, os gerentes podem ter bons objetivos em mente mas colocam ênfase desproporcional no papel de sua divisão e/ou no seu próprio papel pessoal na prossecução desses objetivos. Em outros casos, podem se comportar de tal modo que, enquanto protege os interesses de sua divisão ou seus interesses pessoais, prejudica a organização como um todo.
Menos frequentemente, a microgerência é uma tática conscientemente escolhida para o propósito de eliminar funcionários indesejados: um microgerente pode estabelecer padrões inalcançáveis que ele então invoca como motivo para a rescisão daqueles funcionários; estes padrões podem ser tanto específicos a certos funcionários quanto genericamente aplicados, mas seletivamente aplicados apenas contra determinados trabalhadores.  Alternativamente, o microgerente pode tentar criar, por este ou outros meios, um ambiente de trabalho estressante no qual funcionários indesejados não mais desejem participar; quando tal estresse é severo ou penetrante o suficiente, sua criação pode ser considerada como demissão construtiva (também conhecido no Reino Unido como "despedimento construtivo" e nos EUA como "rescisão construtiva").

## Efeitos
Independentemente do motivo de um microgerente para sua conduta, seus efeitos potenciais incluem:
- Criação de ressentimento ex post em ambas as relações "vertical" (gerente-subordinado) e "horizontal" (subordinado-subordinado)
- Danos à confiança ex ante nas relações vertical e horizontal
- Interferências em trabalhos em equipe e inibição de futuros trabalhos em equipe em relações verticais (por exemplo, via complacência maliciosa) e horizontais (por exemplo, exploração do risco moral criado por estruturas recompensadoras má dimensionadas.

Devido ao padrão de microgerência sugerir aos funcionários que um gerente não confia em seu trabalho ou juízo, ela é um importante fator em desencadear a rescisão de um funcionário, muitas vezes ao ponto de promover um ambiente de trabalho não funcional e hostil no qual um ou mais gerentes, ou mesmo a gestão em geral, são taxados como "loucos por controle."  Funcionários desestimulados investem tempo, mas não esforço ou criatividade, no trabalho a que estão designados. Os efeitos deste fenômeno são piores nas situações do tipo "linha de montagem" onde o trabalho é passado de um funcionário especializado para outro, funcionários diversamente especializados que não podem desempenhar seu próprio trabalho até que o do funcionário anterior esteja concluído; em tais situações, a apatia entre os funcionários "a montante" afeta não apenas sua própria produtividade mas, também, a dos colegas "a jusante".
Formas severas de microgerência podem eliminar completamente a confiança, sufocar as oportunidades de aprendizado e desenvolvimento de habilidades interpessoais, e até mesmo provocar comportamento antissocial. Microgerentes desse gravidade geralmente precisam infligir medo em seus funcionários para obter mais controle e podem afetar severamente a autoestima deles assim como sua saúde física e mental. Ocasionalmente, e especialmente quando sua microgerência envolve a supressão de criticismo construtivo que poderia levar à reforma interna, microgerentes graves afetam tanto a saúde física e mental de seus subordinados que o único modo destes de mudarem seu ambiente de trabalho é mudar de patrão ou mesmo deixar o trabalho apesar da falta de perspectiva de empregos alternativos (veja demissão construtiva, supra).
Por fim, os efeitos deletérios da microgerência podem se estender para além das "quatro paredes" de uma empresa, especialmente quando o comportamento se torna grave o suficiente para forçar a saída de valiosos funcionários qualificados para os concorrentes: empregados podem se queixar sobre microgerência em ambientes sociais ou para amigos-colegas (por exemplo, colegas de classe e/ou ex-colegas de trabalho) afiliados a outras empresas do ramo. Observadores externos tais como consultores, clientes, entrevistados, ou visitantes podem notar o comportamento e relatá-lo em conversas com amigos e/ou colegas. Mais nocivo ainda à empresa, os funcionários forçados a sair, principalmente aqueles cujas habilidades avançadas os fizeram atrativos para outras empresas e ganharem seu respeito imediato, podem ter poucas reservas sobre falar abertamente quando questionados sobre porque mudaram de empregadores; podem até mesmo se esforçar em "falar mal" de seu patrão anterior numa tentativa de escape ou vingança. O resultado danoso à reputação da empresa pode criar ou aumentar a insegurança entre a gestão, levando a mais microgerência entre os gerentes que a usam para lidar com a insegurança; tal efeito de retroalimentação cria e perpetua um círculo vicioso.

## Remédios
Assim que a microgerência se torne entrincheirada numa empresa, normalmente através da sua internalização generalizada pela administração como "procedimento operacional padrão", os esforços de sua erradicação geralmente devem obedecer aos seguintes critérios para serem bens sucedidos:
- A pessoa encarregada da erradicação deve ser independente (por exemplo, um consultor externo) ou representativa de todas as decisões da empresa simultaneamente (por exemplo, um CEO ou COO) de modo a evitar os impulsos partidaristas e autoprotetores que contribuíram ao entrincheiramento da microgerência na empresa.
- A atitude geral e as ações específicas da pessoa responsável devem ser proporcional ao seu status desinteressado, ou seja, independente de qualquer facção em particular e ao serviço dos melhores interesses da empresa como um todo. Tal atitude e ações geralmente requerem um afrouxamento das rédeas em todas as divisões da organização simultaneamente, às vezes (na verdade, muitas vezes) naqueles momentos quando os gerentes se sentem mais tentados a tomar e manter o controle pessoal (por exemplo, durante os tempos de dificuldades gerais da empresa, quando todas as divisões estão sob escrutínio como potenciais alvos de cortes).
- A pessoa encarregada de erradicação deve estar preparada para lidar com uma reação, muitas vezes em toda a organização, desde gerentes de nível médio ou mais baixo que até então colheram os benefícios pessoais da microgerência (ver dilema do prisioneiro e equilíbrio de Nash). Essa preparação deve incluir a garantia, desde o início, de que os procedimentos de apuração dos fatos dos esforços de erradicação são capazes de "monitoramento" (detecção) e "policiamento" (aqui, compensando no processo de cálculo) da negação quase inevitável dos, e "delação" entre, gerentes subordinados que mantêm um interesse nesses benefícios pessoais.

## Contra-teorias
Alguns gerentes de produto de sucesso, como Bill Gates e Steve Jobs são muitas vezes criticados como agressivos e microgerentes.